# Marjetica Potrč
Marjetica Potrč, slovenska umetnica in arhitektka, * 1953, Ljubljana.

## Življenjepis
Marjetica je hči slovenskega pisatelja Ivana Potrča in otroške pisateljice Branke Jurca.
Leta 1978 je diplomirala na Fakulteti za arhitekturo, nato pa je leta 1986 diplomirala še iz kiparstva na Likovni akademiji v Ljubljani. Leta 1988 je opravila še kiparsko specialko pri prof. Luju Vodopivcu. Leta 1990 se je preselila v ZDA, kjer je živela in ustvarjala do leta 1994, ko se je preselila nazaj v Slovenijo. Leta 1994 je prejela nagrado Prešernovega sklada, pa tudi Jakopičevo nagrado (2003) in državno odlikovanje za zasluge pri večdesetletnem delovanju na področju umetnosti, antropologije in ekologije ter uvrstitev med deset najpomembnejših sodobnih svetovnih umetnikov (2023).